# Aeroporto Internazionale di Louisville-Standiford
L'Aeroporto Internazionale Muhammad Alì di Louisville  è un aeroporto situato vicino a Louisville nel Kentucky, Stati Uniti d'America.
L'aeroporto è hub per la compagnia aerea di tipo cargo UPS Airlines.
È intitolato al pugile Muhammad Alì (1942-2016), originario di Louisville.